# باتريك بالمر (لاعب اتحاد الرغبي)
باتريك بالمر (بالإنجليزية: Patrick Palmer)‏ هو لاعب اتحاد الرغبي بريطاني، ولد في 19 يناير 1988 في Pontypridd ‏ في المملكة المتحدة.